# Регламент про Статут європейського товариства
Регла́мент про Стату́т європе́йського товари́ства — нормативно-правовий акт Європейського Союзу, який вимагає від держав-членів визнавати Societas Europaea як таку, що може бути зареєстрована в кожній державі-члені. Він є ключовим нормативно-правовим актом, який регулює створення та функціонування європейських товариств (Societas Europaea, SE) — форми компанії, що дозволяє здійснювати підприємницьку діяльність на території всього Європейського Союзу під єдиними правилами.
Європейське товариство має статус юридичної особи, яка може здійснювати комерційну діяльність у будь-якій країні ЄС, дотримуючись положень цього регламенту. Регламент сприяє економічній інтеграції в межах Європейського Союзу, дозволяючи компаніям ефективніше використовувати переваги єдиного ринку. Він полегшує транскордонну діяльність, стимулює конкуренцію та сприяє розвитку бізнесу в Європейському Союзі.